# 事件は、その周りで起きている
『事件は、その周りで起きている』（じけんは そのまわりでおきている）は、2022年8月1日から8月4日までの4夜連続でNHK総合「夜ドラ」枠で放送されたテレビドラマ。主演は小芝風花。
2024年9月30日から10月3日まで、続編となるシリーズ2が同枠にて放送された。また、開始前の同年9月23日より、同枠にて第1作が再放送された。
本項では便宜上、第1作をS1、シリーズ2をS2の略称で表記する。

## あらすじ
刑事にとって頭が痛いのは、事件の周りで起きる事件である。
山梨県の小さな警察署・新月署に所属する真野一花と宇田川和人。この2人の上司である谷崎警部は、10歳年上の警部補に頭が上がらない。
特別科学捜査研究室に勤めている本部の科捜研から追い出された向田。
交通課所属の徳大寺は、常に白バイ隊員風の服装で、真野に片思い中。ストーカーじみた行動などから真野は徳大寺を快くは思っていない。
以上の5人をメインとして、事件を一切解決せず、そのかわりに事件の周辺で起こる刑事たちのトラブルにスポットをあてた、NHKのコント番組『LIFE!』の制作チームが手がける一話完結、15分のシチュエーション・コメディ。

## キャスト

### 主要人物
真野一花（まの いちか）
演 - 小芝風花
主人公。独力でことを成し遂げたい、人に頼ることが苦手な刑事。
宇田川和人（うだがわ かずと）
演 - 笠松将
合理的で効率重視、人に頼み事をすることにためらいがない刑事。
向田舞（むこうだ まい）
演 - 倉科カナ
元科捜研のエース。新月署初の科捜研の設立を目論む。
徳大寺玲央（とくだいじ れお）
演 - 中野周平（蛙亭）
交通課の警察官。真野に片思い中。
白バイ隊員に憧れ、自前のバイクを真っ白に塗装し、白バイ隊員風の私服を着ている。
谷崎誠（たにざき まこと）
演 - 北村有起哉
刑事課の警部。真野と宇田川の上司。
10歳年上の警部補に頭があがらない。

## スタッフ
- 脚本 - 倉持裕[1]
- 制作統括
  - S1 - 小室玲子[1]
  - S2 - 岩井礼、小室玲子
- 演出 - 西川毅[1]
- エンディングテーマ - Vaundy「おもかげ -self cover-」（Sony Music Labels）

## 放送日程
| 話数  | 放送日 | サブタイトル | ラテ欄                                    |
| ----- | ------ | ------------ | ----------------------------------------- |
| 第1話 | 8月1日 | 忘れ物       | 刑事なのに事件を解決しないバディ爆誕!     |
| 第2話 | 8月2日 | 判読不能     | 「判読不能」今回も事件を一切解決しません! |
| 第3話 | 8月3日 | 正面突破     | 「正面突破」体をはった真野の覚悟!?        |
| 第4話 | 8月4日 | 張り込み     | いよいよ最終話!『張り込み』               |

| 話数  | 放送日   | サブタイトル |
| ----- | -------- | ------------ |
| 第1話 | 09月30日 | 捜査本部     |
| 第2話 | 10月01日 | 取り調べ     |
| 第3話 | 10月02日 | ガサ入れ     |
| 第4話 | 10月03日 | 刑事人生     |